# Paco Martínez Díaz
Francisco Martínez Díaz es un exfutbolista español nacido en Granada el 6 de enero de 1954. Jugó cuatro temporadas en el Fútbol Club Barcelona, club con el que ganó una Copa del Rey y dos Recopas. Su debut en liga fue el 30 de septiembre de 1978 frente al Racing de Santander.
Después pasaría por el Salamanca, Mallorca, Real Murcia y Figueres, donde se retiró en 1988.

## Equipos
| Club                      | País   | Año       |
| ------------------------- | ------ | --------- |
| Fútbol Club Barcelona "B" | España | 1974-1976 |
| Fútbol Club Barcelona     | España | 1976-1982 |
| U. D. Salamanca           | España | 1982-1983 |
| R. C. D. Mallorca         | España | 1983-1984 |
| Real Murcia C. F.         | España | 1984-1985 |
| U. E. Figueres            | España | 1986-1988 |

## Palmarés
| Título           | Club                  | Año  |
| ---------------- | --------------------- | ---- |
| Copa del Rey     | Fútbol Club Barcelona | 1976 |
| Copa del Rey     | Fútbol Club Barcelona | 1979 |
| Recopa de Europa | Fútbol Club Barcelona | 1981 |
| Recopa de Europa | Fútbol Club Barcelona | 1982 |

## Entrenador
| Club                  | País     | Año  |
| --------------------- | -------- | ---- |
| Club Sportivo Luqueño | Paraguay | 2010 |